# Neue Freie Presse
Neue Freie Presse (doslova Nový svobodný tisk) byl německy psaný deník vycházející ve Vídni od roku 1864 do roku 1939; hlavní tiskový orgán liberálního směru německorakouské politiky.

## Historie
List navázal na starší deník Die Presse, od nějž se redakce roku 1864 odštěpila, a vycházel dvakrát denně. Založili ho roku 1864 Michael Etienne, Max Friedländer a Adolf Werthner. Deník se profiloval jako stoupenec liberální a centralistické koncepce rakouského státu a v tomto ohledu reprezentoval názory tzv. Ústavní strany. Získal si značný vliv a i v zahraničí byl považován za nejvýznamnější rakouský politický list. Do Neue Freie Presse přispívali četní známí publicisté, například Hugo von Hofmannsthal, Arthur Schnitzler, Bertha von Suttnerová nebo Stefan Zweig. Několik příspěvků poslal i Karl Marx, redakce je však většinou odmítla. Pracovníkem redakce Neue Freie Presse byl na konci 19. století i Theodor Herzl, zakladatel moderního sionismu.
Od roku 1879 byli vydavatelem deníku Eduard Bacher a M. Benedikt. V roce 1905 se denní náklad listu udává na 55 000.
Vzhledem ke své centralistické orientaci byl deník kritický vůči českým národním aspiracím. V roce 1878 ovšem jeho šéfredaktor Michael Etienne pomohl zprostředkovat jednání mezi českým předákem Františkem Ladislavem Riegerem a německorakouským liberálním matadorem Adolfem Fischhofem. Jeho výsledkem bylo takzvané Emmersdorfské memorandum, které mělo otevřít cestu k vládní spolupráci českých i německých liberálů, ale nebylo nakonec realizováno.
Po nacistickém obsazení Rakouska přestal list vycházet v roce 1939. V současnosti na něj navazuje rakouský deník Die Presse, který se objevil v roce 1946.